# Саманта Даунинг
Саманта Даунинг (на английски: Samantha Downing) е американска писателка на произведения в жанра трилър и криминален роман.

## Биография и творчество
Саманта Даунинг е родена в Сан Рафаел, Калифорния, САЩ. Под въздайствието на майка си става запалена читателка на криминална литература и сама опитва да пише след като взема първия си компютър.
Първоначално пише като хоби и създава 11 ръкописа преди да се реши да предложи следващия за публикуване.
Първият ѝ трилър „Моята прекрасна съпруга“ е издаден през 2019 г. Историята е за женена двойка от Флорида с двама тийнейджъри, които отвличат и убиват хора, като извратен начин да подправят 15-годишния си брак. Романът е номиниран за наградата „Едгар“ и други награди, става бестселър в списъка на „Ню Йорк Таймс“ и я прави известна. Екранизира се в едноименния филм.
Следващите ѝ трилъри също са бестселъри.
Саманта Даунинг живее в Ню Орлиънс.

## Произведения

### Самостоятелни романи
- My Lovely Wife (2019)
Моята прекрасна съпруга, изд.: „Сиела“, София (2021), прев. Богдан Русев
- He Started It (2020)
- For Your Own Good (2021)

### Разкази
- Sleeping Dogs Lie (2021)

### Екранизации
- ?? My Lovely Wife